# Північно-Кавказько-Мангишлацька нафтогазоносна провінція
Північно-Кавказько-Мангишлацька нафтогазоносна провінція — розташована у смузі, що простягається від Кримського півострову на заході до Мангишлака на сході. Площа 530 тис. км². 281 родовище (121 нафтове, 53 газових, 42 газоконденсатних, 38 газонафтових, 27 нафтогазоконденсатних).

## Деякі родовища
- Майкопське газоконденсатне родовище